# عقداء ثنائية الأزهار
العَقداء الثنائية الأزهار نوع نباتي يتبع جنس العَقداء من الفصيلة السفندرية.